# Barranquilla Open 2024
Il Barranquilla Open 2024 è un torneo femminile di tennis giocato sui campi in cemento. È la 3ª edizione del torneo, facente parte della categoria WTA 125 nell'ambito del WTA Challenger Tour 2024. Si gioca al Parque Distrital de Raquetas di Barranquilla in Colombia dal 12 al 18 agosto 2024.

## Partecipanti al singolare

### Teste di serie
| Nazionalità | Giocatrice      | Ranking* | Testa di serie |
| ----------- | --------------- | -------- | -------------- |
| Germania    | Tatjana Maria   | 67       | 1              |
| Belgio      | Greet Minnen    | 74       | 2              |
| Argentina   | María Carlé     | 86       | 3              |
| Argentina   | Nadia Podoroska | 87       | 4              |
| Stati Uniti | Emina Bektas    | 117      | 5              |
| Paesi Bassi | Suzan Lamens    | 122      | 6              |
| Colombia    | Emiliana Arango | 131      | 7              |
| Francia     | Elsa Jacquemot  | 139      | 8              |

* Ranking al 5 agosto 2024.

### Altre partecipanti
Le seguenti giocatrici hanno ricevuto una wild card per il tabellone principale:
- María Herazo González
- María Paulina Pérez
- Nadia Podoroska

Le seguenti giocatrici sono passate dalle qualificazioni:
- Jessica Failla
- Lina Glushko
- Liang En-shuo
- Martina Okáľová

## Partecipanti al doppio

### Teste di serie
| Nazione     | Giocatrice     | Nazione | Giocatrice           | Rank1 | Seed |
| ----------- | -------------- | ------- | -------------------- | ----- | ---- |
| Stati Uniti | Quinn Gleason  | Brasile | Ingrid Martins       | 211   | 1    |
| Australia   | Destanee Aiava | Grecia  | Despoina Papamichaīl | 243   | 2    |

* Ranking al 5 agosto 2024.

### Altre partecipanti
La seguente coppia di giocatrici ha ricevuto una wild card per il tabellone principale:
- Ana Becerra /  Varvara Lepchenko

La seguente coppia di giocatrici è entrata in tabellone come alternate:
- Jessica Failla /  Hiroko Kuwata

### Ritiri
Prima del torneo
- Lina Glushko /  Madison Sieg → sostituiti da  Jessica Failla /  Hiroko Kuwata

## Campionesse

### Singolare
Nadia Podoroska ha sconfitto in finale  Tatjana Maria con il punteggio di 6-2, 1-6, 6-3.

### Doppio
Jessica Failla /  Hiroko Kuwata hanno sconfitto in finale  Quinn Gleason /  Ingrid Martins con il punteggio di 4-6, 7-6(2), [10-7].